# Philydor pyrrhodes
Philydor pyrrhodes là một loài chim trong họ Furnariidae.